# آرثور ج. ماي
آرثور ج. ماي (بالهولندية: Arthur May)‏ هو سياسي سورينامي، ليس له أي انتماء حزبي. تولى منصب وزير أول بالنيابة في الفترة ما بين 5 مارس 1969 و20 نوفمبر 1969.